# Adan Canto

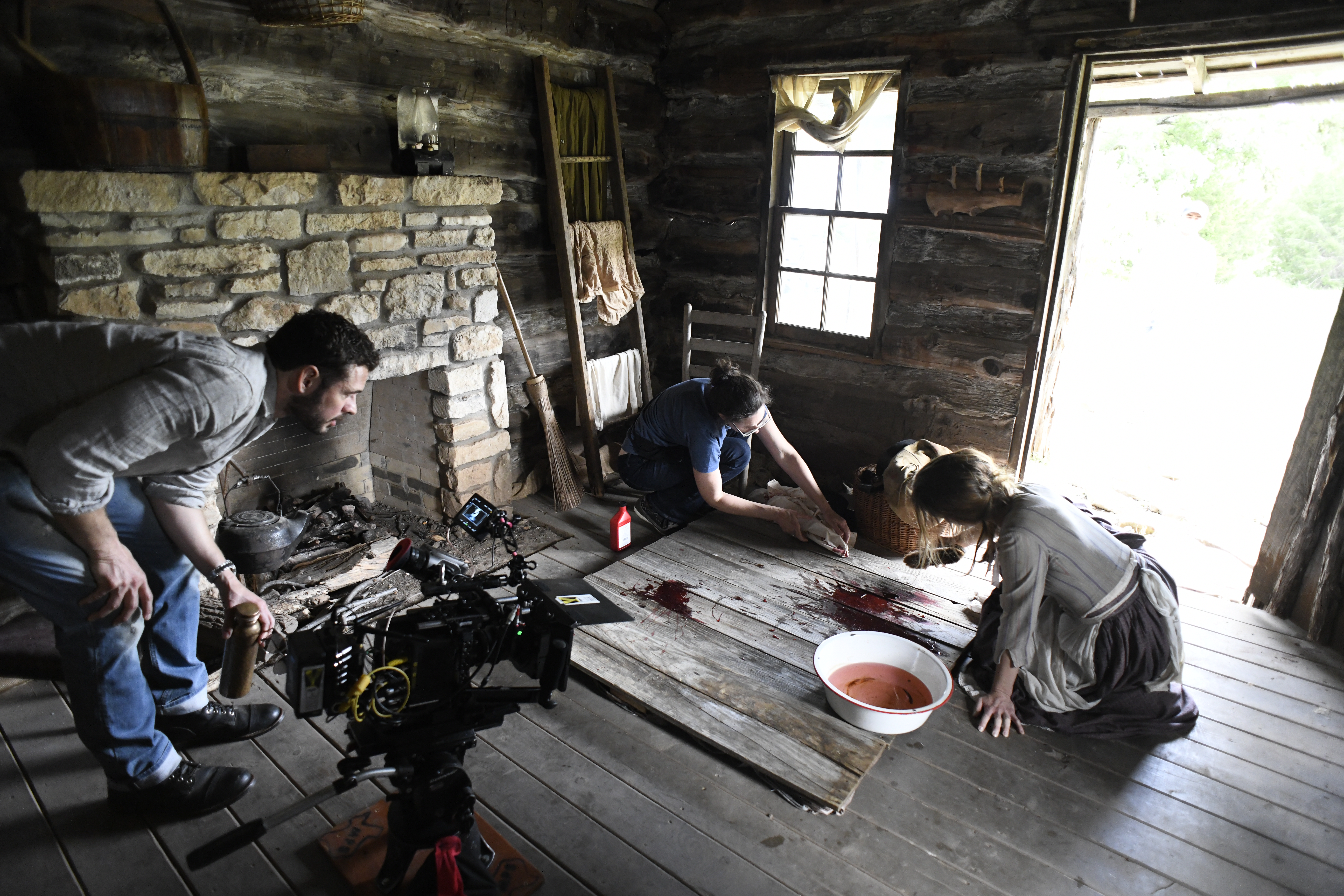
Adan Canto am Set von The Shot (2019)

Joseph Adan Canto (* 5. Dezember 1981 in Ciudad Acuña, Mexiko; † 8. Januar 2024) war ein mexikanischer Schauspieler, der vor allem für die Verkörperung des Sunspot in dem Actionfilm X-Men: Zukunft ist Vergangenheit und seine Darstellung des Paul Torres in der Fox-Drama Serie The Following bekannt wurde.

## Leben und Wirken
Bereits mit neun Jahren hatte Canto sein Debüt als Schauspieler in dem Filmdrama Bittersüße Schokolade (Originaltitel: Como agua para chocolate). Neben der Filmarbeit gehörte seine Liebe zudem der Musik, was auch auf seine künstlerisch tätige Mutter zurückzuführen war. Bereits mit 16 Jahren trat er als professioneller Sänger auf und war ab 2011 Mitglied einer Delcanto Jazz Band, die in Mexiko viele Fans hat. Auf dem Programm stehen eher klassische Klänge im Stil eines Frank Sinatra. Canto schrieb und komponierte auch eigene Stücke, darunter den Song Me Cuesta Vivir, der 2010 in der romantischen Komödie Te presento a Laura vorgestellt wurde.
Canto trat zudem in Mexiko in einer Bühnenadaption von Pedro Almodóvars oscarprämiertem Filmdrama Alles über meine Mutter (im Original Todo sobre mi madre) auf. Er spielte die Rolle des Mario Del Toro. Zudem trat er in mexikanischen Telenovelas auf und wirkte auch in etlichen mexikanischen Filmen mit. Nach seinem Umzug in die USA gab er dort im Jahr 2013 sein Debüt in der amerikanischen Thrillerserie The Following neben Kevin Bacon. 2014 war er einer der wiederkehrenden Darsteller in der ABC-Comedy-Serie Mixology, die die Geschichte von fünf Männern und fünf Frauen erzählt, die in einer Bar in Manhattan auf der Suche nach der großen Liebe sind. Im Jahr 2014 entstand außerdem das Kurzfilmdrama Before Tomorrow, für das Canto nicht nur das Drehbuch schrieb, sondern auch die Regie führte und selbst auftrat.
Ab 2015 spielte er vor allem in Netflix-Produktionen, wie beispielsweise in Narcos, einer Kriminal- und Historien-Dramaserie über den kolumbianischen Drogenhändler Pablo Escobar, oder in der Politserie Designated Survivor an der Seite von Kiefer Sutherland und Natascha McElhone mit. Zuletzt war er 2022 in der Fernsehserie The Cleaning Lady zu sehen.
Canto stammte aus der Kleinstadt Acuña in Mexiko, nahe der Grenze von Del Rio in Texas gelegen, und lebte zuletzt in Los Angeles. Er war seit 2017 mit der Künstlerin Stephanie Lindquist verheiratet und Vater von zwei Kindern (* 2020, * 2022).
Er starb am 8. Januar 2024 im Alter von 42 Jahren an den Folgen einer Krebserkrankung des Blinddarms, wegen welcher er sich seit 4 Jahren in Behandlung befand. Seine letzte Ruhestätte befindet sich in seiner Wahlheimat Clear Lake, Iowa.

## Filmografie (Auswahl)
- 1992: Bittersüße Schokolade (Como agua para chocolate)
- 2009: Sin memoria
- 2010: Te presento a Laura
- 2011: Santiago del otro lado (Kurzfilm)
- 2011: Amar no es querer
- 2012: Al Ras (Kurzfilm)
- 2012: Casi treinta
- 2013: The Following (Fernsehserie, 10 Folgen)
- 2014: X-Men: Zukunft ist Vergangenheit (X-Men: Days of Future Past)
- 2014: Before Tomorrow (Kurzfilm, auch Regie und Drehbuch)
- 2015: Narcos (Fernsehserie, eine Folge)
- 2015: Blood & Oil (Fernsehserie, 9 Folgen)
- 2016: Second Chance (Fernsehserie, 5 Folgen)
- 2016: The Catch (Fernsehserie, eine Folge)
- 2016–2019: Designated Survivor (Fernsehserie, 53 Folgen)
- 2020: Bruised
- 2022: The Cleaning Lady (Fernsehserie, 22 Folgen)